# Giuseppe Gadda
Giuseppe Gadda (Milano, 9 gennaio 1822 – Rogeno, 2 luglio 1901) è stato un politico, prefetto e avvocato italiano.

## Biografia
Era figlio di Francesco, avvocato, e di Paola Ripamonti. Fece gli studi nell'Almo Collegio Borromeo di Pavia e si laureò nel 1846 all'università di Pavia. Dopo la laurea viaggiò per l'Italia, visitando, tra le altre città, Palermo e Roma. Qui era stato accolto in udienza da Pio IX. 
In quegli anni era vicino alle posizioni di Mazzini. Fu tra i primi a partecipare alle Cinque giornate di Milano. Nell'ottobre del 1848 era impegnato in Valtellina mentre organizzava una leva di massa. 
Finita la prima guerra d'indipendenza, anche a causa della morte del padre, nel 1849 rientrò a Milano, dove sospese l'attività politica e si dedicò alla professione.
Eletto deputato per la VIII legislatura del Regno d'Italia nel collegio di Erba, cessò dal mandato il 22 giugno 1862 per la nomina a prefetto.
- Fu Ministro dei lavori pubblici del Regno d'Italia nel Governo Lanza.
- Fu nominato alto commissario regio straordinario per la città e provincia di Roma (25 gennaio 1871 - ???)[5]
- Fu nominato prefetto di Perugia tra il 1867 e il 1868
- Fu nominato prefetto di Roma (31 agosto 1871 - 30 marzo 1876) in seguito collocato in aspettativa a domanda per motivi di salute

Il 23 ottobre 1867 il re Vittorio Emanuele II lo nomino Senatore del Regno per la categoria 20, ma il Senato non convalidò la nomina. Dovette aspettare una seconda nomina regia il 14 agosto 1869 per la categoria 17 affinché il Senato la convalidasse.
Era lo zio dello scrittore Carlo Emilio Gadda.